# Борисенко, Владимир Александрович
Владимир Александрович Борисенко (1912—1993) — советский военный деятель, полковник. Герой Советского Союза.

## Начальная биография
Родился 25 января 1912 года в деревне Пеница, ныне — Калинковичский район Гомельской области Белоруссии в семье рабочего.
Получил неполное среднее образование. Работал в Мозыре на фабрике «Красный Октябрь» прессовщиком.

## Военная служба
В 1931 году был призван в ряды РККА. В 1937 году окончил Сумское высшее артиллерийское командное училище. В 1939 году вступил в ряды ВКП(б).
Принимал участие в Польском походе РККА и советско-финской войне.

### Великая Отечественная война
С 1941 года принимал участие в боях на фронтах Великой Отечественной войны. Командир 1428-го лёгкого артиллерийского полка (65-я легкая артиллерийская бригада, 18-я артиллерийская дивизия, 3-й артиллерийский корпус прорыва, 2-я ударная армия). Майор Владимир Александрович Борисенко 11 февраля 1944 года обеспечил прорыв обороны противника в районе деревни Долгая Нива (Сланцевский район, Ленинградская область). В ходе форсирования Нарвы Борисенко одним из первых переправил полк, а также поддержал огнём пехоту в ходе удержания и расширения плацдарма. Указом Президиума Верховного Совета СССР от 1 июля 1944 года за образцовое выполнение боевых заданий командования на фронте борьбы с немецко-фашистскими захватчиками и проявленные при этом мужество и героизм майору Владимиру Александровичу Борисенко присвоено звание Героя Советского Союза с вручением ордена Ленина и медали «Золотая Звезда» (№ 3738).

### Послевоенная карьера
В 1950 году окончил Высшую офицерскую артиллерийскую школу.
В 1957 году полковник Владимир Александрович Борисенко вышел в отставку, после чего жил и работал в Ленинграде, где и умер 14 апреля 1993 года. Похоронен на Волковском православном кладбище Санкт-Петербурга.

## Награды
- Медаль «Золотая Звезда»;
- Два ордена Ленина;
- Два ордена Красного Знамени;
- Орден Отечественной войны 1 степени;
- Орден Красной Звезды;
- Медали.